# Gospodarstwo rybackie

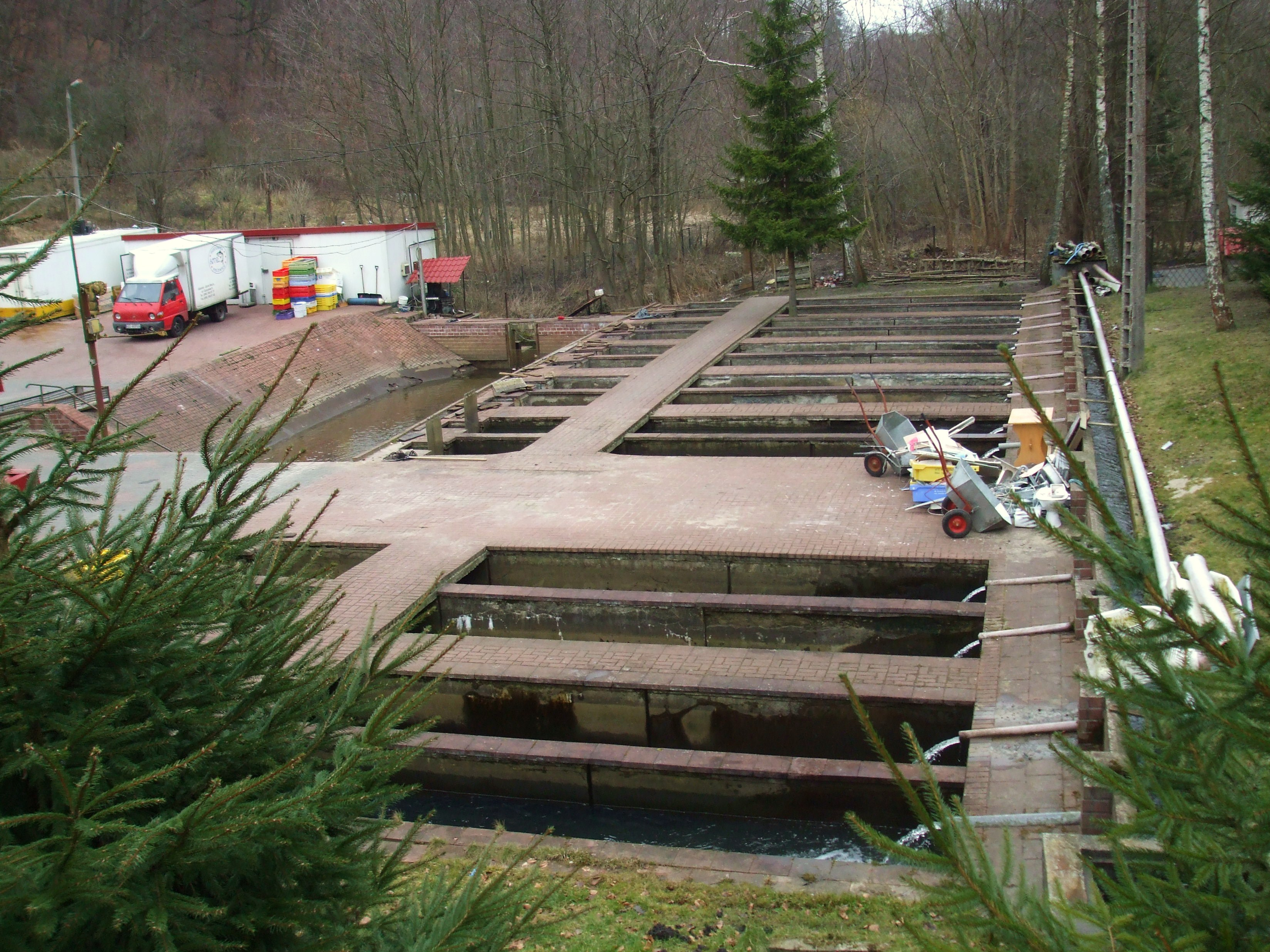
Gospodarstwo rybackie

Gospodarstwo rybackie – rozumie się przez to prowadzenie działalności w zakresie chowu i hodowli ryb oraz innych organizmów żyjących w wodzie.